# Lanius collurioides
Lanius collurioides е вид птица от семейство Laniidae.

## Разпространение
Видът е разпространен в Бангладеш, Виетнам, Индия, Камбоджа, Китай, Лаос, Мианмар и Тайланд.